# Дарксайд
Дарксайд (Морок, англ. Darkseid) — вигаданий персонаж DC Comics, створений письменником і художником Джеком Кірбі. Вперше з'явився в 134-му випуску коміксу «Superman's Pal Jimmy Olsen», що вийшов в листопаді 1970 року.
Дарксайд — один з наймогутніших персонажів DC Comics. Після свого дебюту в бронзовій добі коміксів він вже чотири десятиліття з'являється в коміксах «DC Comics». Є ворогом Супермена і Нових богів. Персонаж також з'являється в мультфільмах і відеоіграх, випущених за мотивами коміксів «DC Comics», на колекційних картках, а його образ використовується для створення іграшок.
Дарксайд зайняв 6 місце в списку «Сто найбільших лиходіїв коміксів всіх часів» за версією IGN.

## Вигадана біографія
Дарксайд спершу був відомий як Юксес — син Юґа Хана і Хеггри. Він був другим в черзі на престол планети Апоколіпс. Коли його старший брат Дрексу повинен був отримати легендарну Омега-Силу, Юксес вбив брата (пізніше виявилося, що він вижив) і забрав силу собі, перетворивши себе в створіння, покрите кам'яним панцирем. Після цього він взяв собі нове ім'я — Дарксайд. Одного разу Дарксайд закохався в апоколіптіанську жінку-вчену на ім'я Сулі, з якою у нього народився син Калібак. Пізніше Сулі була отруєна Десаадом за наказом Хеггри, яка вважала, що Сулі робить Дарксайда добрішими. Через деякий час Дарксайд за намовою своєї матері одружився з Тигрою, з якою також мав сина Оріона. Але після смерті Сулі серце Дарксайда стало ще холоднішим, і тепер він посилає Десаада отруїти Хеггру. В підсумку, він стає верховним монархом Апоколіпса. Після цього Дарксайд виганяє Тигру з планети.
Руйнівна війна з конкуруючої планетою Новий Генезис була зупинена тільки в результаті дипломатичного обміну синами між правителем Нового Генезису Верховним Отцем і Дарксайдом. Син Дарксайда Оріон був переданий Верховному Отцеві, в той час як Дарксайд отримав Скотта Фрі, який пізніше став майстром пагонів під ім'ям Містер Чудо. Зрештою, це виявилося невдачею Дарксайда, бо його біологічний син навчився цінувати і захищати ідеали Нового Генезису на противагу своєму батькові. Дарксайду було напророковано, що він загине від рук свого сина.
Бачачи інших богів як загрозу, Дарксайд вторгається на земний острів Теміскіра, щоб відкрити секрет місцезнаходження олімпійських богів, плануючи скинути олімпійців і забрати їхню силу. Відмовивши допомагати Дарксайду в його пошуку, амазонки стали битися з військами його парадемонів, в результаті чого половина населення амазонок загинула. Диво-жінка змогла помститися Дарксайду за смерть своїх сестер, помістивши частину своєї власної душі в Дарксайда, це трохи послабило силу бога.
Мета Дарксайда полягає у знищенні свободи волі і зміні всесвіту за своїм образом. Для цього він намагається розгадати таємниче Рівняння антижиття, яке дасть йому повний контроль над думками і емоціями всіх живих істот у всесвіті. Дарксайд намагався досягти панування над всесвітом і іншими способами, в першу чергу через свого міньйона Славного Годфрі, який своїм голосом міг управляти розумами людей. У Дарксайда особливий інтерес до Землі, адже він вважав, що саме в розумах людей фрагменти Рівняння антижиття. Дарксайд намірився досліджувати свідомість кожної людини, щоб зібрати Рівняння воєдино. Це призвело до зіткнення з багатьма супергероями Всесвіту DC, зокрема з криптонцем Суперменом. Дарксайд діяв за кулісами, використовуючи потужних міньйонів, в тому числі діяв через Інтерганг — злочинний синдикат, який використовує апоколіптианські технології, пізніше перетворився в релігійний культ, який поклонявся Дарксайду як богу зла.

## Сили і здібності
Надлюдська сила: Дарксайд володіє надзвичайною силою. Він легко піднімає вагу, що перевищує 100 тонн. За фізичній силі він рівний Супермену.
Невразливість: Дарксайд практично невразливий до всіх видів фізичного впливу, включаючи холод, електрику, високі температури, отрути і токсини.
Надлюдська витривалість: Нездатний втомитися, Дарксайд володіє нескінченною витривалістю. Він також не має потреби ні в кисні, ні в їжі.
Безсмертя: Дарксайд не може бути убитий, джерело Омега-Сили може воскресити його в будь-який момент. Навіть коли Спектр убив Дарксайда, той майже миттєво воскрес. Він не може померти від старості або з іншої фізичної причини. Єдине, що його вбило — це Чорний гонщик, аватаром якого став Флеш (Війна Дарксайда).
Регенерація: Дарксайд здатний миттєво зцілити будь-які поранення.
Омега-Ефект: Велика сила, яку отримав Дарксайд — це Омега-Ефект. Він фокусує цю силу в промені з очей. Цей ефект не просто руйнівна атака, також за допомогою нього можна телепортуватись в будь-яку точку всесвіту за бажанням Дарксайда, а потім повернутися назад; а можна просто знищити ціль або перетворити на щось. Дарксайд повністю контролює свої Омега-промені, він може спрямувати їх прямо до цілі або знищити ціль за рогом, загнувши промені. Ефект може проходити крізь практично будь-які бар'єри часу та простору. Дарксайд стверджував, що проти його Омега-променів не зможе вистояти жодна жива істота, проте Думсдей і Супермен вистояли. А Бетмен єдиний, хто ухилився від Омега-променів.

## Критика та відгуки
- Дарксайд посів шосте місце в списку 100 найбільших лиходіїв коміксів за версією IGN.